# Столкновение над Крестцами
Столкновение над Крестцами — авиационная катастрофа, произошедшая в пятницу 21 января 1977 года в небе над Новгородской областью в районе посёлка Крестцы с участием двух самолётов советских ВВС. При этом погибли 9 человек.

## Катастрофа
21 января 1977 года Министерство обороны СССР проводило ночные учения, в ходе которых проверялась готовность Московской зоны ПВО. Для этого (по некоторым данным — из Печоры) в Шяуляй вылетели три самолёта Ан-12ППС — постановщики помех, которые были из 117-го авиаполка радиоэлектронной борьбы (авиабаза Шяуляй). Согласно поставленной задаче, эти самолёты должны были ставить активные и пассивные помехи. Однако эти же три самолёта являлись и учебными целями, для перехвата которых с авиабазы Хотилово были подняты два истребителя-перехватчика Су-11. При лунном свете лётчики истребителей обнаружили первый Ан-12 и выполнили учебную атаку по нему, после чего ведущий истребитель, выходя из атаки, пролетел у него под хвостом. Но лётчики Су-11 не знали, что это был не единственный постановщик помех, а лишь один из трёх. Набирая в темноте высоту, ведомый перехватчик, пилотируемый старшим лейтенантом А. Г. Бубновым, столкнулся со вторым постановщиком помех, командиром которого был старший лейтенант В. Н. Саяпин. Су-11 врезался в левую плоскость крыла Ан-12 в районе между двигателями. От удара плоскость вместе с обоими двигателями отделилась, после чего обе машины рухнули на землю. Погибли все находящиеся в обоих самолётах 9 человек: 8 в Ан-12 и 1 в Су-11.

## Причины
Причиной происшествия послужило неграмотное руководство полётами с командного пункта 790-го полка.